# Esteban III de Baviera
Esteban III de Baviera (en alemán, Stephan III der Kneißl, Herzog von Bayern ; 1337-26 de septiembre de 1413 en Niederschönenfeld ), fue duque de Baviera desde 1375. Era el hijo mayor de Esteban II de Baviera y de Isabel de Sicilia.

## Familia
Sus abuelos maternos eran Federico II de Sicilia y Leonor de Anjou, cuyos padres eran Carlos II de Nápoles y Sicilia y María Arpad de Hungría.
María era hija de Esteban V de Hungría y su esposa, la reina Isabel la Cumana, que era hija de Zayhan de Kuni, un jefe de la tribu de los Cumanos y había sido una pagana antes del matrimonio.
Esteban V era hijo de Béla IV de Hungría y María Láscarina, quien era hija de Teodoro I Láscaris y Ana Angelina. Ana era hija del emperador bizantino Alejo III Ángelo y Eufrósine Ducas.

## Reinado
De 1375 a 1392 gobernó con sus hermanos  Federico y  Juan II de Baviera-Landshut. En 1392 Baviera-Landshut fue reducida y dividida, creándose Baviera-Ingolstadt y Baviera-Múnich. Juan partió de nuevo Baviera al negarse a financiar las aventuras italianas de sus hermanos y las costosas celebraciones cortesanas de Esteban. Esteban III recibió Baviera-Ingolstadt, quien acabó viendo que el reparto le ponía en una posición inferior. De 1395 a 1397 también gobernó Baviera-Múnich conjuntamente con Juan II tras un conflicto armado entre los dos hermanos.
A la muerte de sus dos hermanos, Esteban intentó extender su ducado, lo que provocó un largo enfrentamiento con sus sobrinos. Además, Esteban, al contrario que estos, también apoyó al rey Roberto III contra el partido de los Luxemburgo. En 1402 se vio obligado por su sobrino Ernesto a limitar su reinado a Baviera-Ingolstadt, por lo que apoyó los levantamientos de los ciudadanos de Múnich en 1403, que fracasaron. Su intento en 1410 por reconquistar el Tirol, cedido por su padre a los Habsburgo, tampoco tuvo éxito.

## Matrimonio e hijos
Se casó dos veces. En primer lugar, se casó el 13 de octubre de 1364 con Tadea Visconti, hija de Bernabé Visconti y Beatrice Regina della Scala. En segundo lugar, se casó en Colonia el 16 de enero de 1401 con Isabel de Cléveris, la hija del Conde Adolfo III de Cléveris. Tenía, de su primer matrimonio, un hijo,  Luis VII el Barbudo, que le sucedió en Baviera-Ingolstadt, y una hija, que se convirtió en la reina de Francia, Isabel de Baviera-Ingolstadt.
Su hijo ilegítimo Juan de Moosburg muerto en 1409 fue obispo de Ratisbona.